# Christie Ellen Claridge
Christie Ellen Claridge (Miami, 21 de novembro de 1962) é uma modelo e rainha de beleza dos EUA que venceu o concurso de Miss Internacional 1982. 
Ela foi a terceira de seu país a levar esta coroa, tendo sido presidida por Brucene Smith (1974) e Katherine Ruth (1978). 

## Biografia
É filha de Joe e Gail Claridge e irmã de Linda Hogan, uma personalidade da TV americana. 

## Miss Internacional 1982
Christie venceu outras 44 concorrentes em Fukuoka, Japão, no dia 13 de outubro de 1982 e levou a coroa de Miss Internacional, além do prêmio de Miss Fotogenia. 

## Vida pós-concursos
Após os concursos Christie se tornou atriz, conhecida por Gotcha!: Uma Arma do Barulho (1985), Águia de Fogo (1984) and Hunter (1984). 
Ela também trabalhou como modelo. 
Mora em Los Angeles e tem dois filhos, Scott e Holly Foster.